# 田中知子
田中 知子（たなか ともこ、1980年3月10日 - ）は日本のアナウンサーである。

## 人物
青森県八戸市出身。血液型はO型。聖心女子大学卒業後、営業職や話し方教室の講師、司会業を経て2011年3月にNHK青森放送局に契約キャスターとして入局。翌4月からローカルニュースのあっぷるワイドに出演。
趣味は芝居。また、バスケットも趣味で、社会人チームにも所属していた。
2015年3月27日をもって、あっぷるワイドを降板。東京へ異動し、翌週3月30日から放送のニュース シブ5時のディレクター兼レポーターとして活動を開始。
2019年3月をもってニュース シブ5時を降板。4月より東京都内でフリーアナウンサーとして活動を再開するが、11月に第1子を出産。2021年より本格的に復帰。

## 現在出演中の番組
- 十日市秀悦のえふりこぎでゴメン!（Be FM 2021年1月 -　）
- むさしのライフプラス 金曜日（むさしのFM 2021年4月 - ）

## 過去出演の番組
- あっぷるワイド（NHK青森放送局 2011年3月 - 2015年3月）